# Porta di Marte

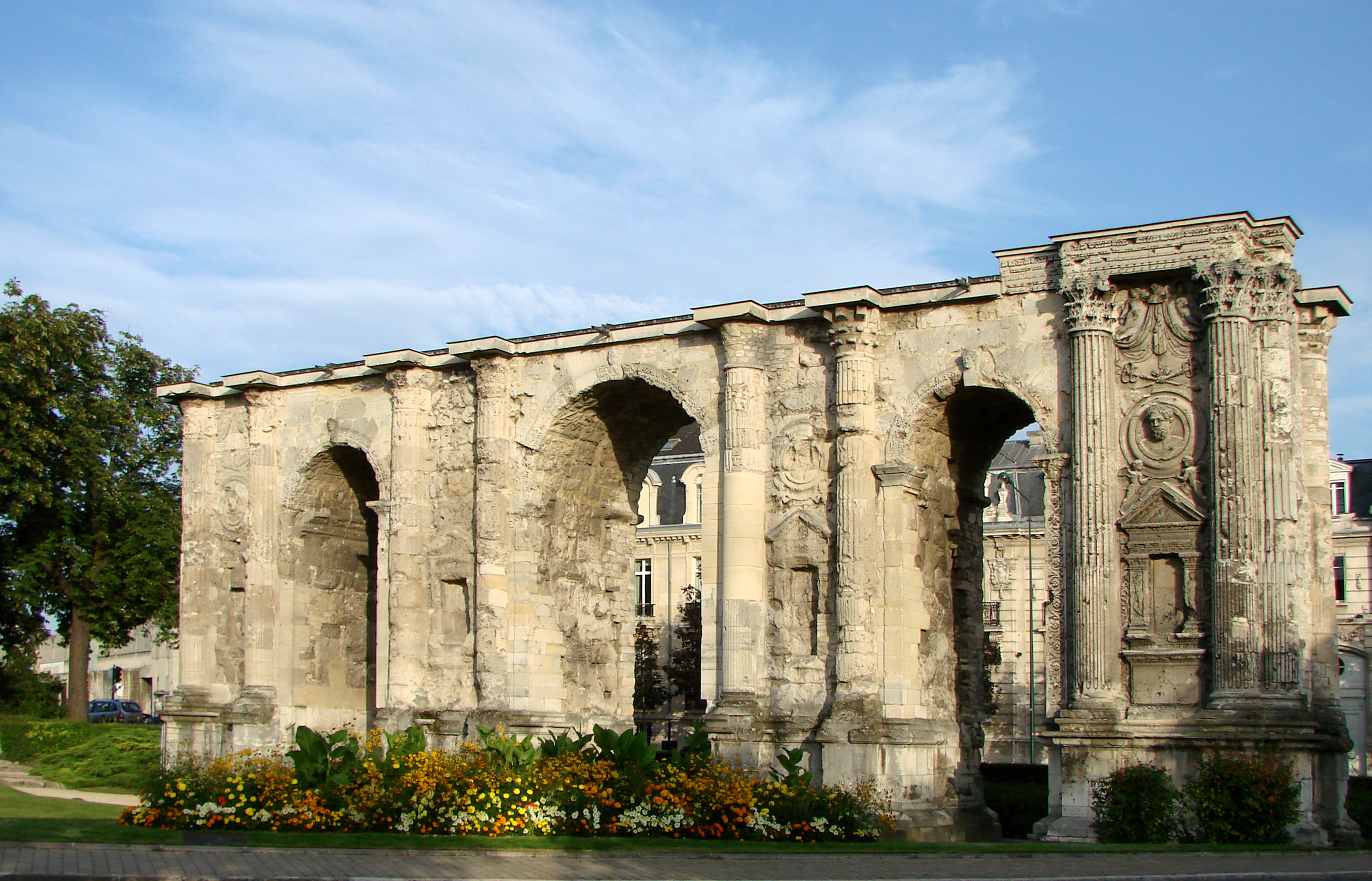
La porta di Marte a Reims.

La porta di Marte è un antico arco trionfale situato a Reims, in Francia. Risale al III secolo, ed è il più largo arco di trionfo mai costruito dai romani, oltre ad essere il più antico edificio della città.

## L'arco
L'arco è lungo 32 metri e alto 13. Il suo nome deriva da un vicino tempio di Marte. La struttura risale al terzo secolo ed è riccamente decorata sia esternamente che sulle volte a botte dei tre fornici. Si riconoscono ancora all'interno degli archi  le scene con il ritrovamento di Romolo e Remo allattati dalla lupa e Leda con il cigno. All'esterno  vi sono i resti di quattro grandi ritratti clipeati tra geni alati e personificazioni di fiumi. La tradizione vuole che l'arco sia stato eretto dagli abitanti di Reims come segno di gratitudine per le strade che i romani costruirono per unire le diverse regioni dell'impero. Della cornice originaria si è conservato solo un frammento nella parte più ad est, mentre l'attico originale in muratura è andato perduto. 
Dal 1544 venne utilizzato come porta d'accesso alla città, sino al 1817, quando gli edifici vicini vennero demoliti e l'arco isolato rispetto a quanto lo attorniava.

## Galleria d'immagini

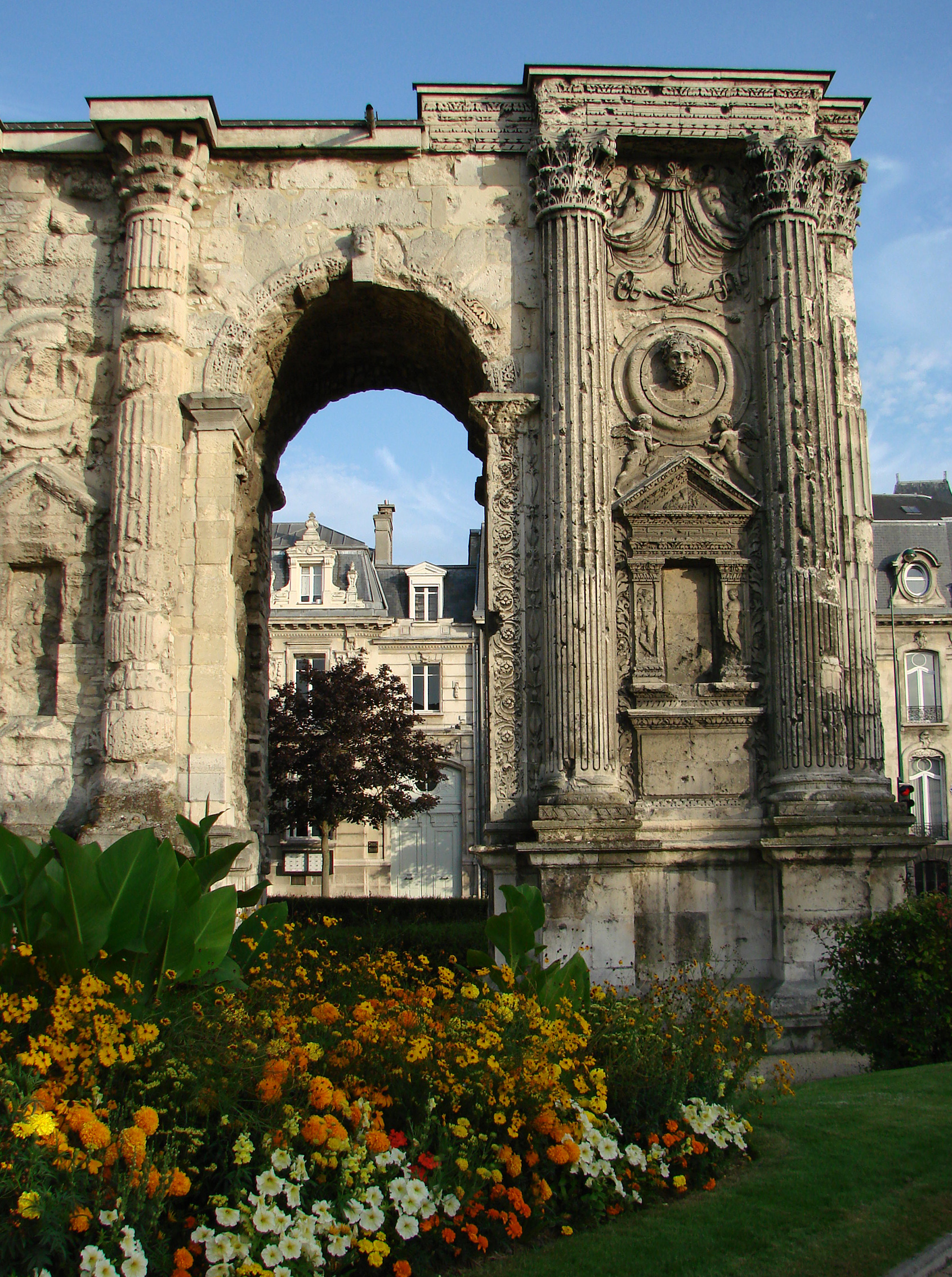
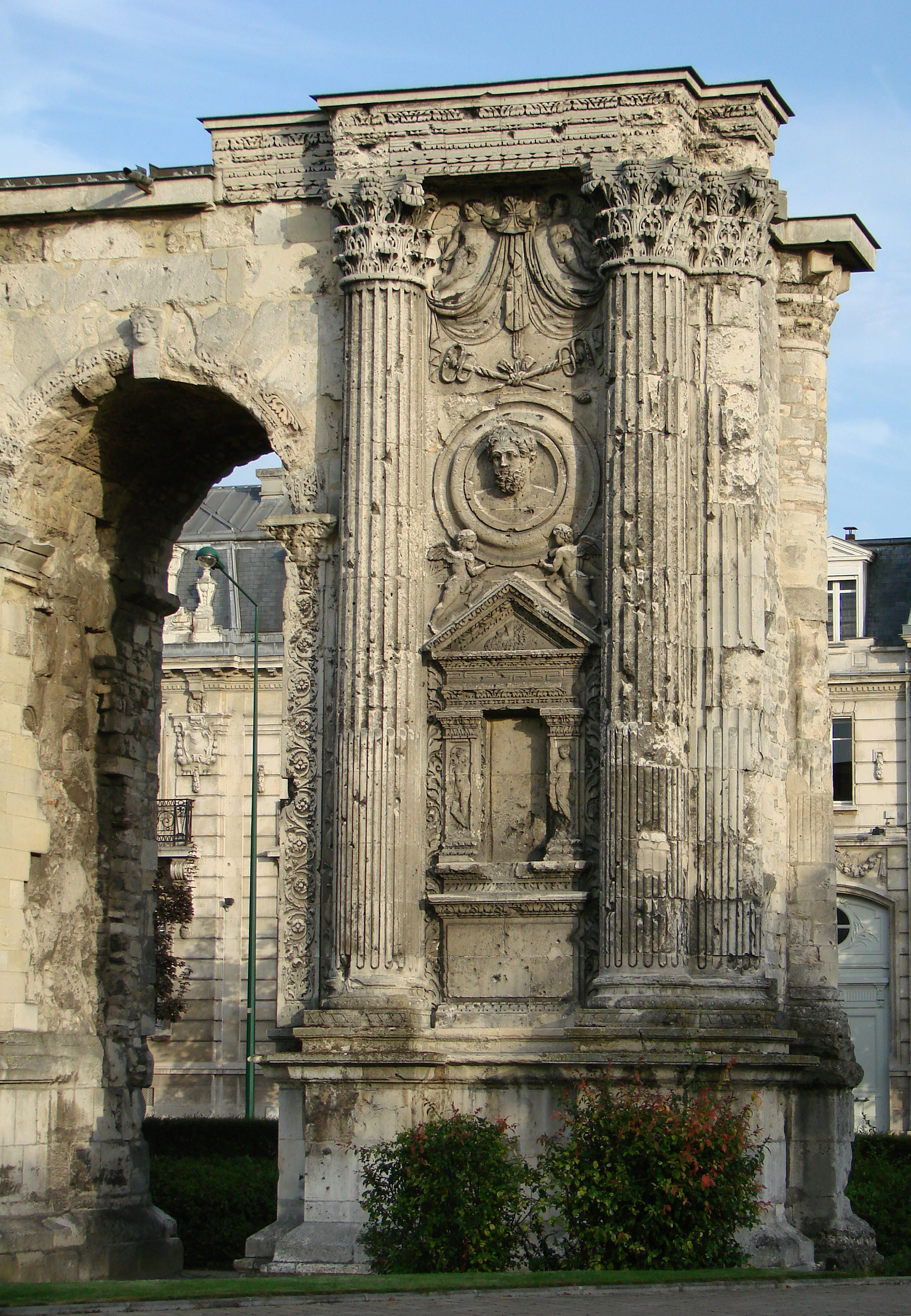
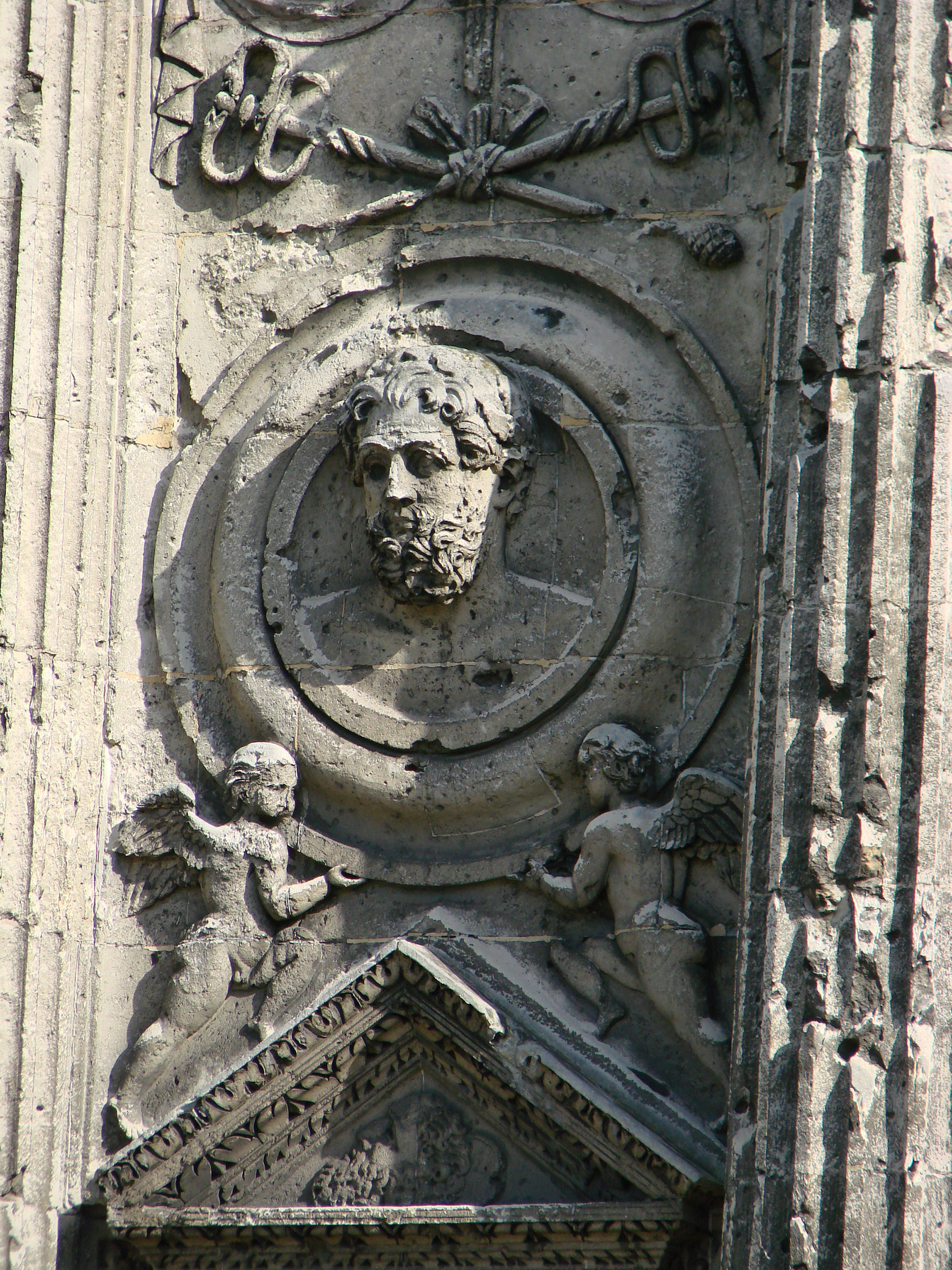
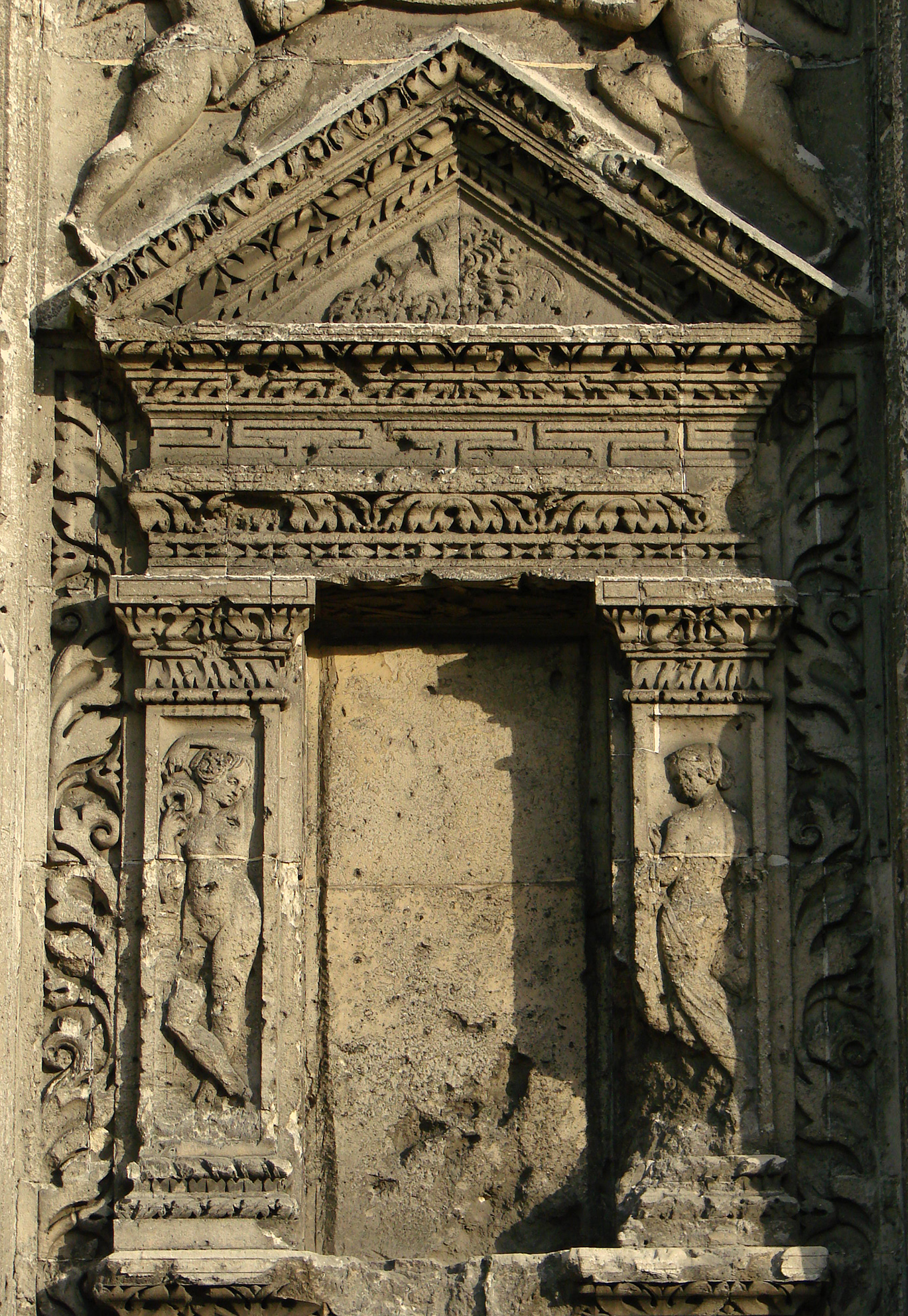
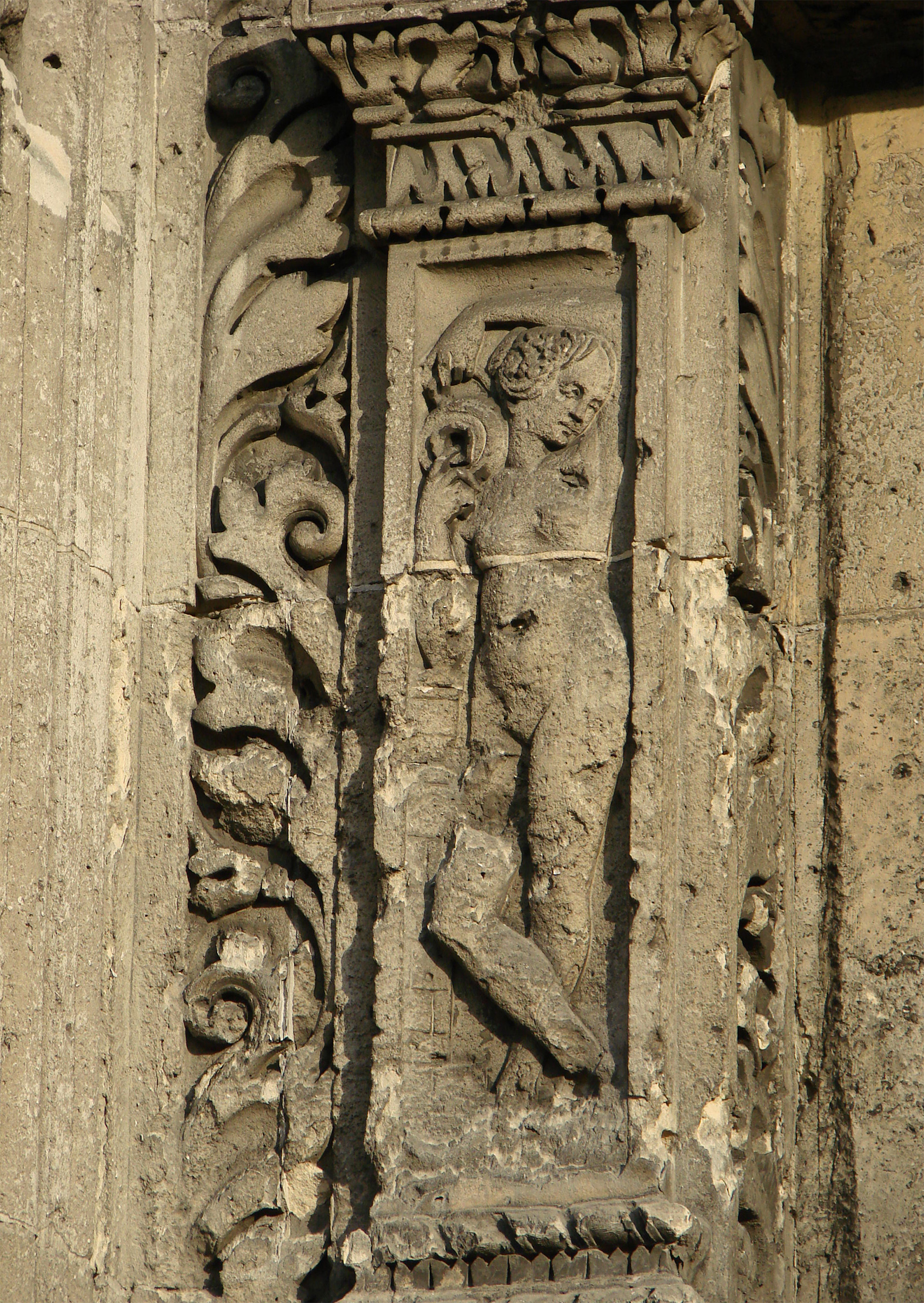
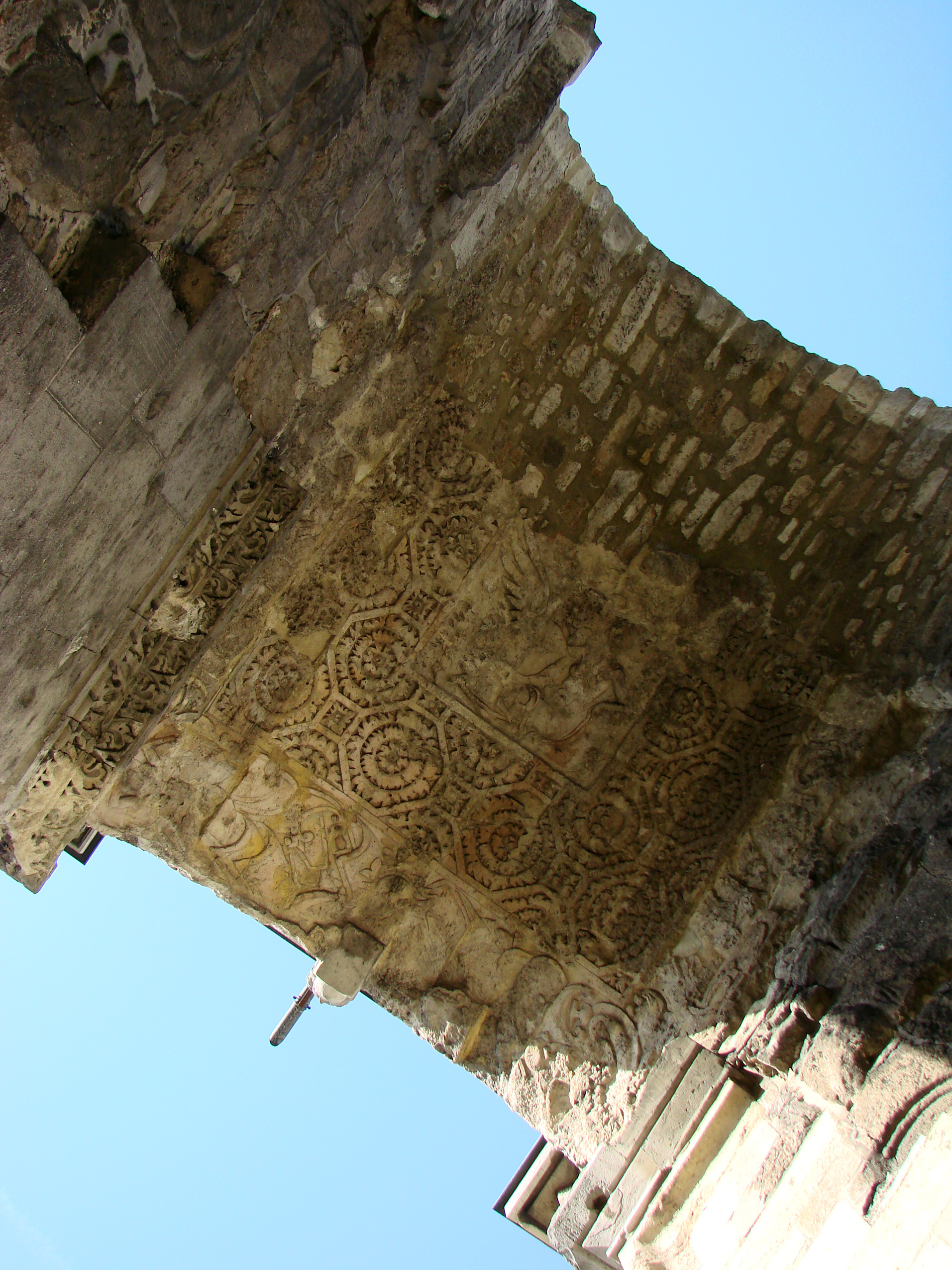
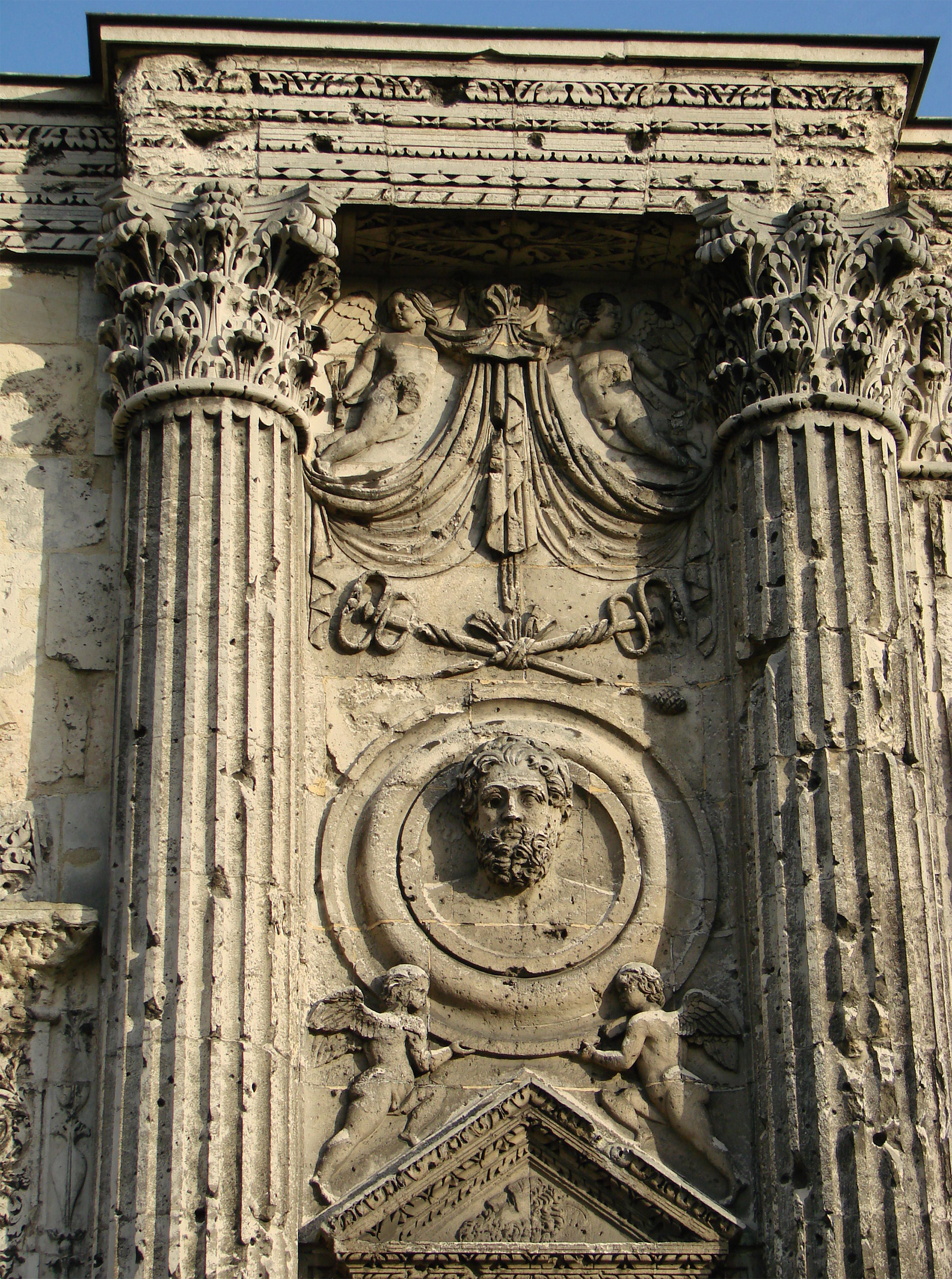
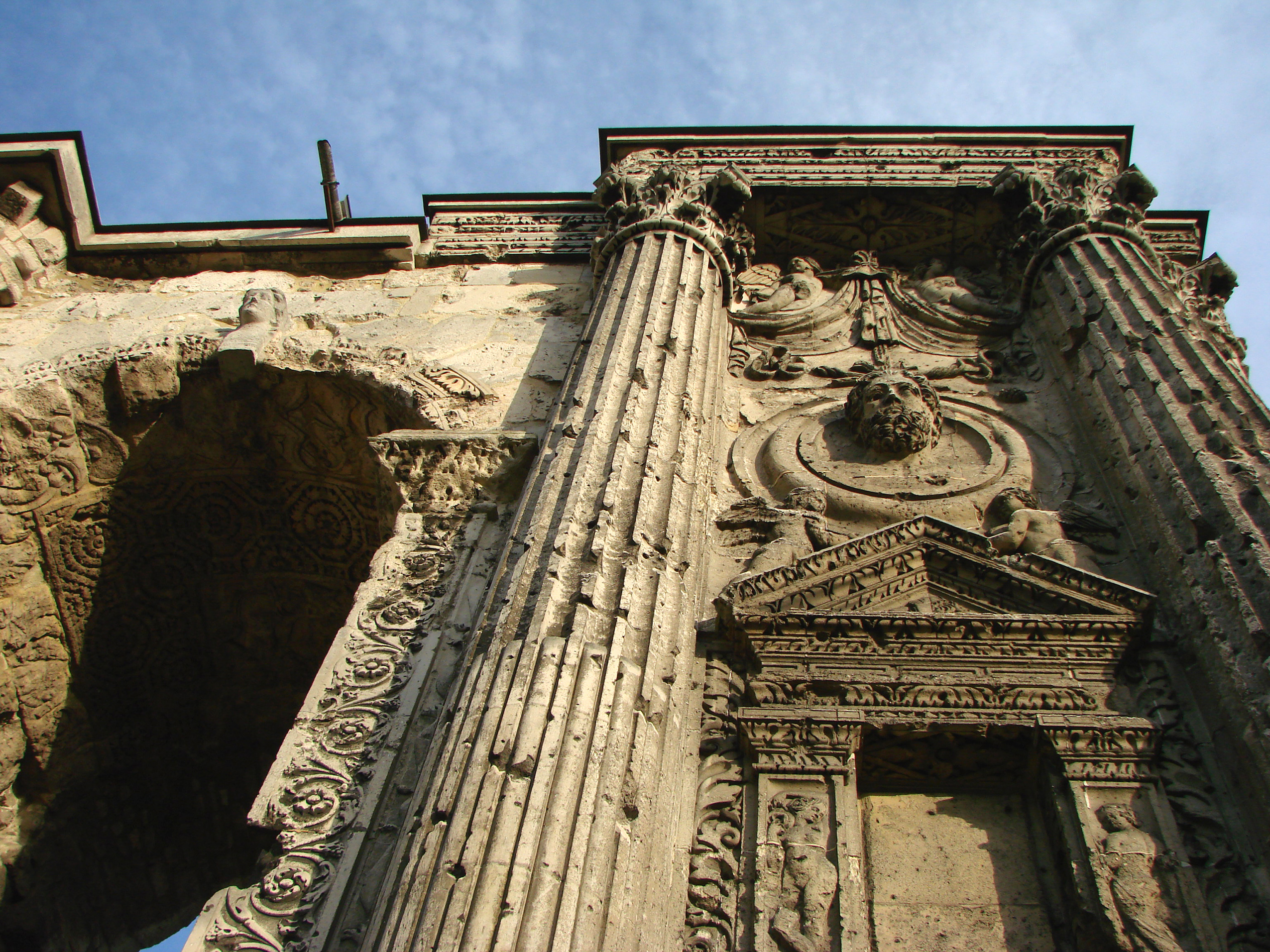
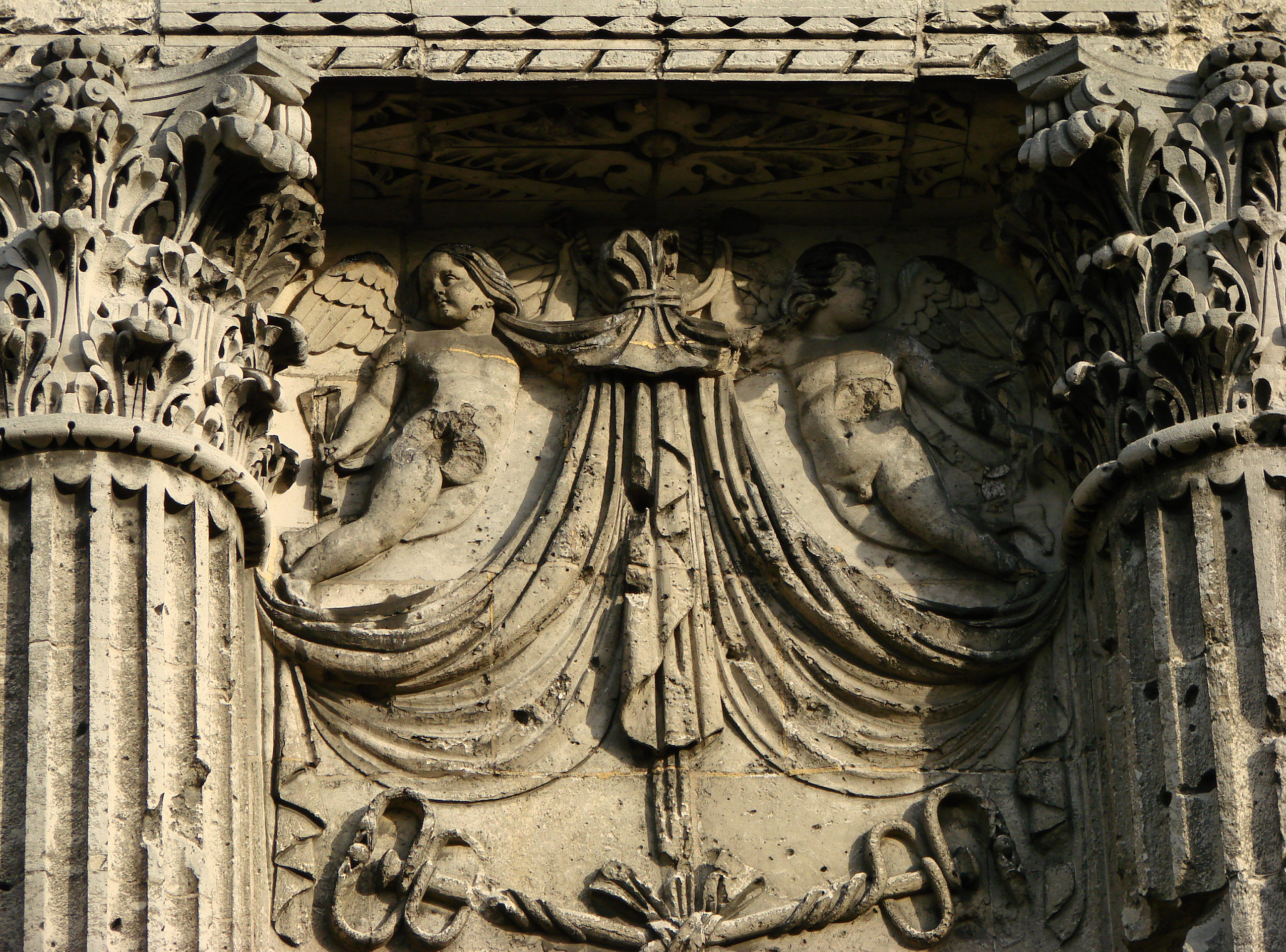
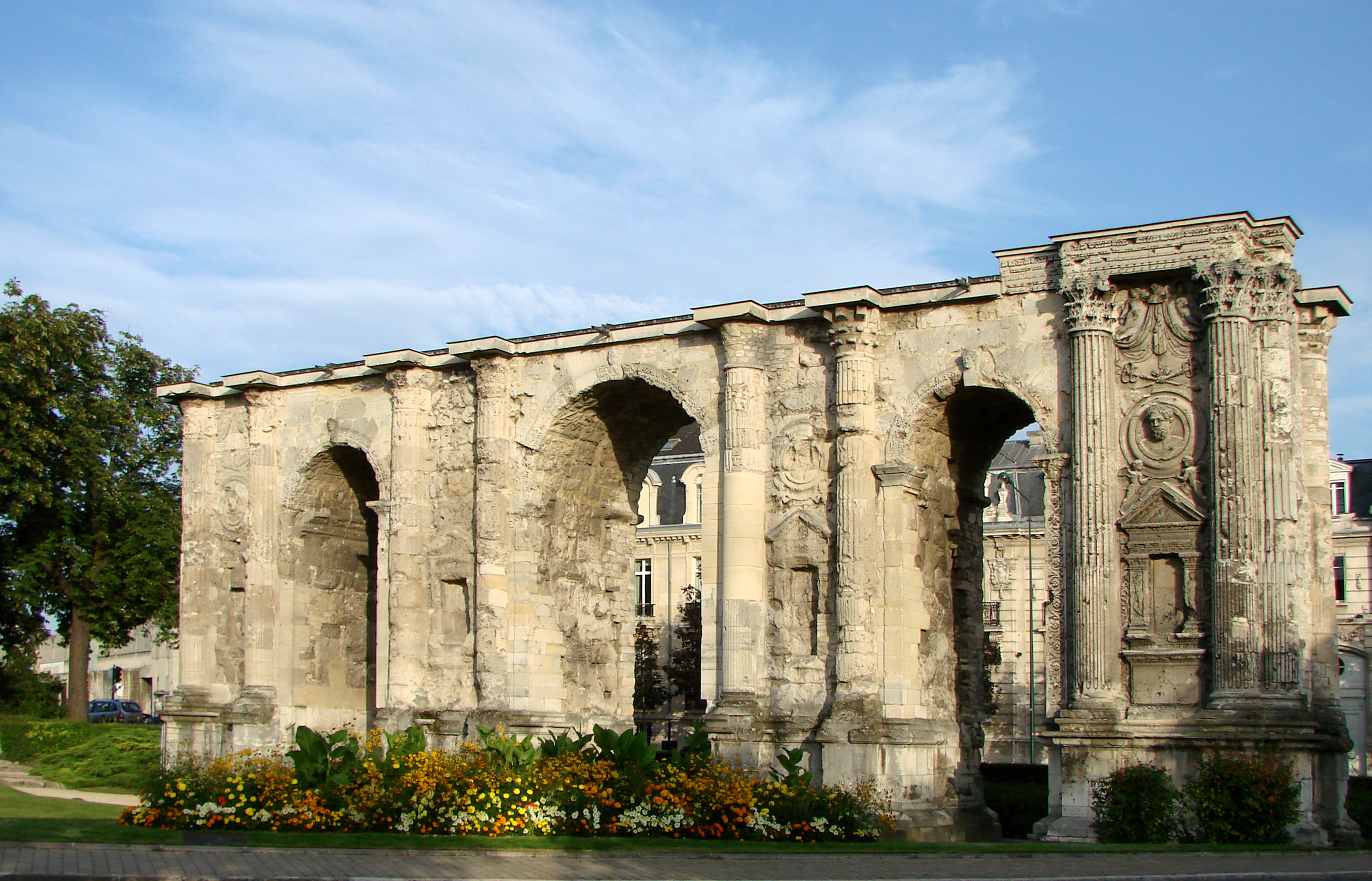
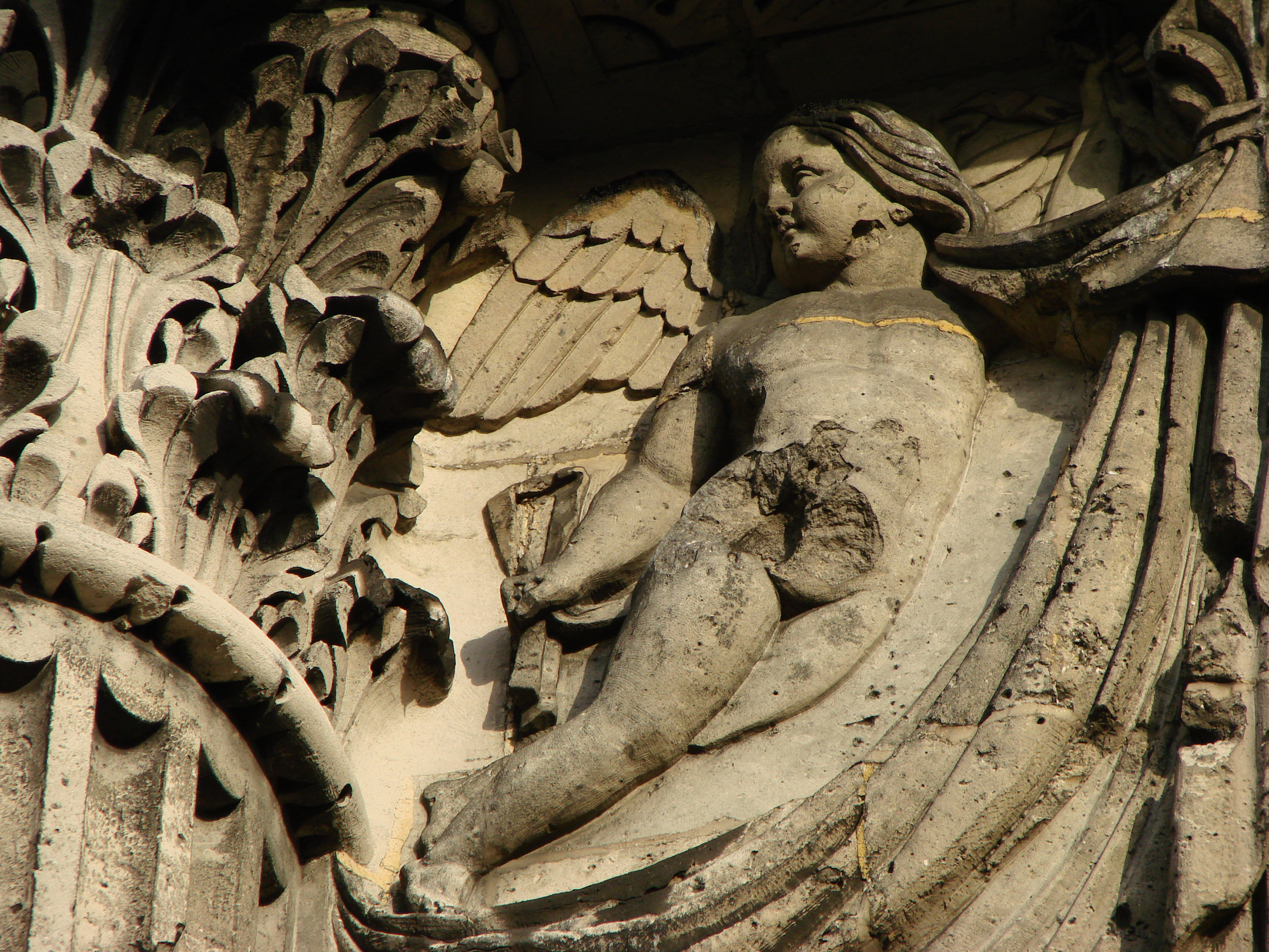
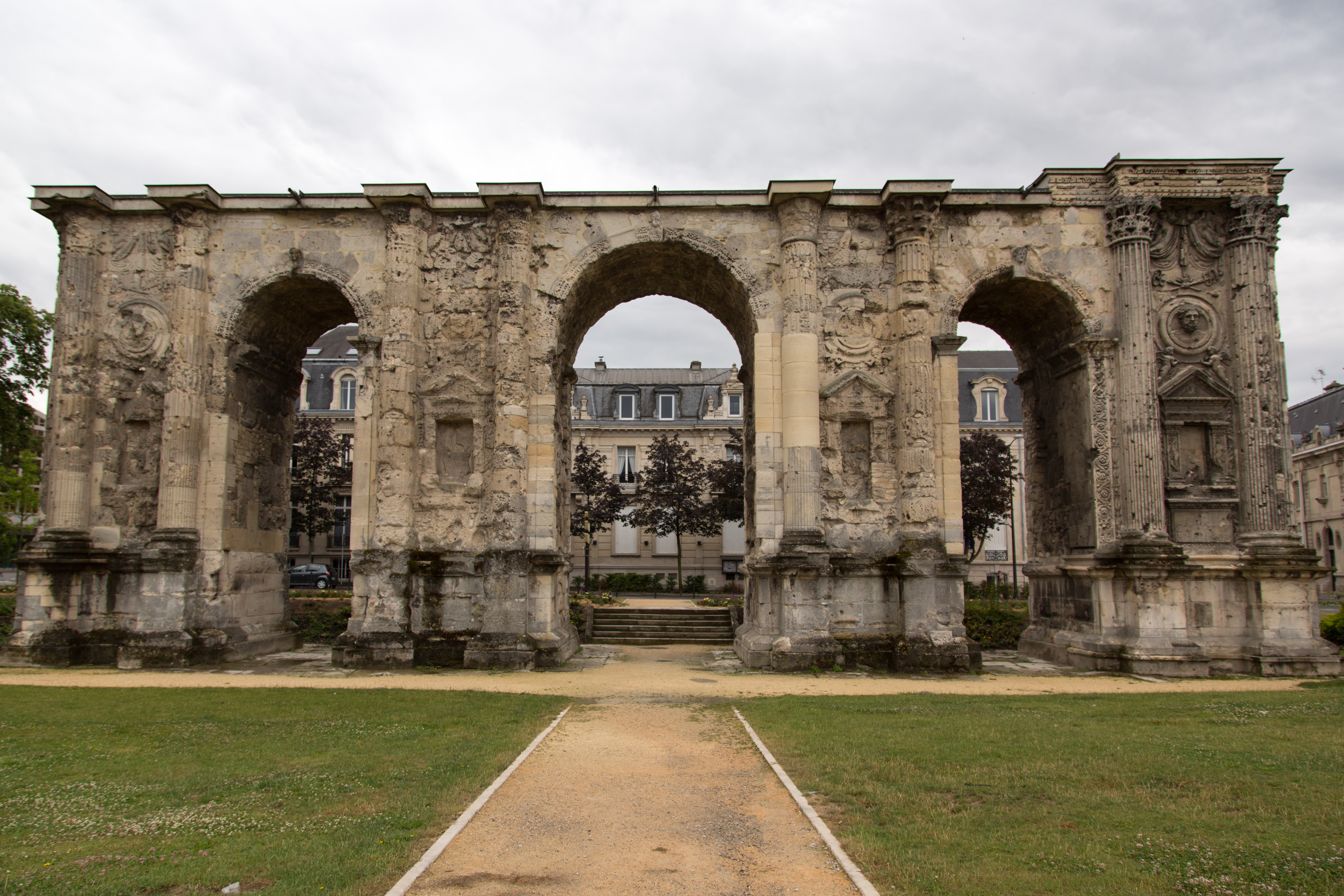
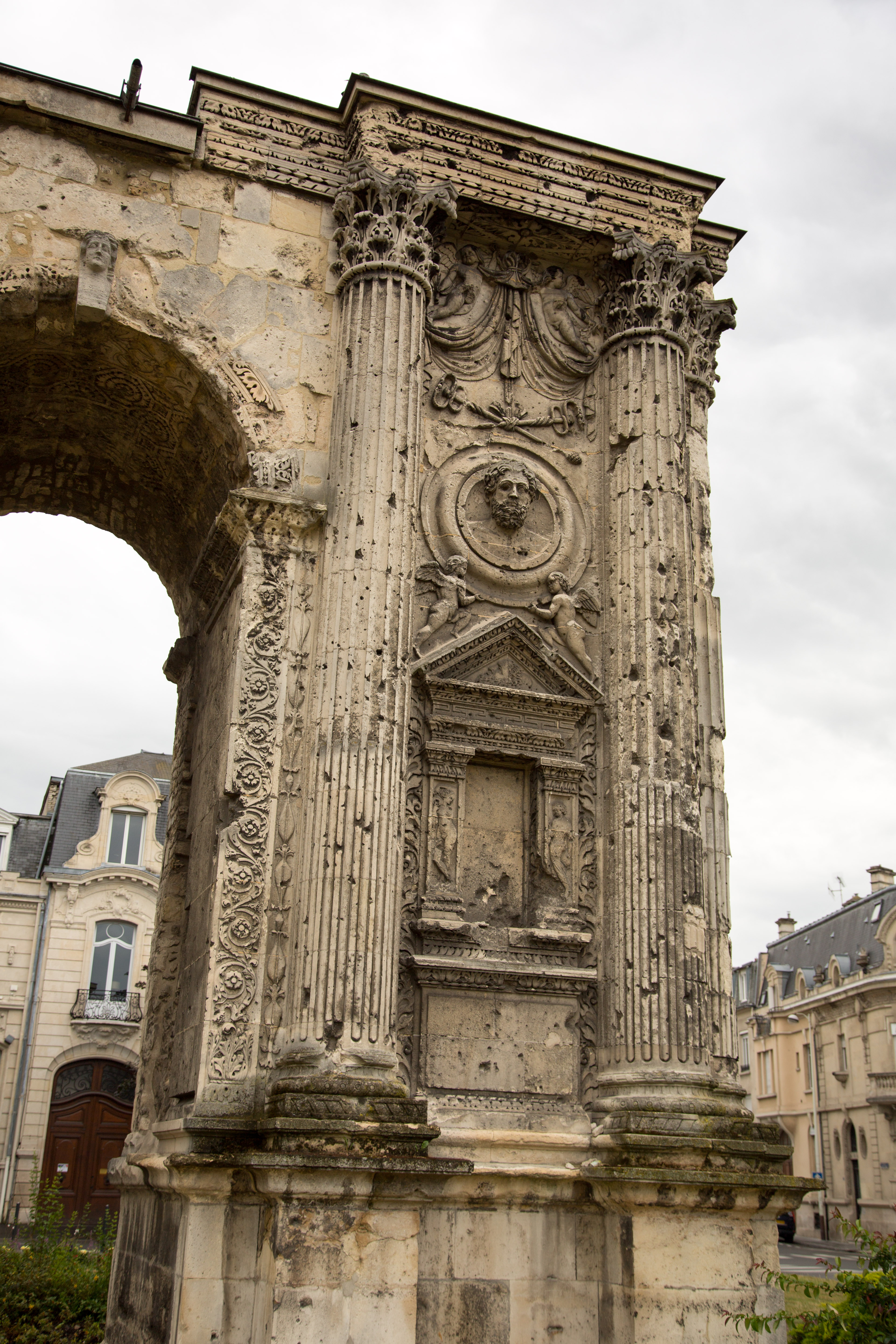
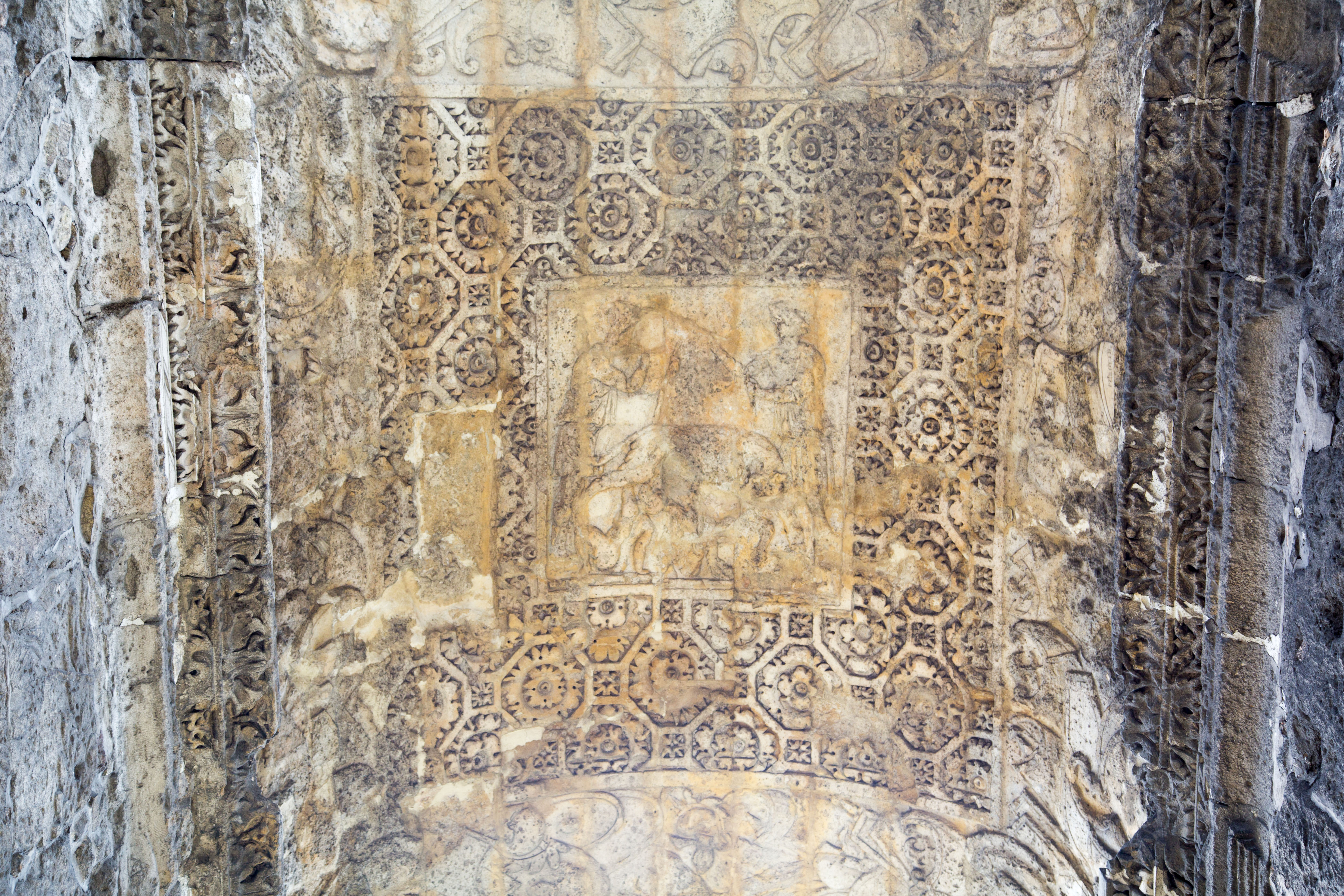
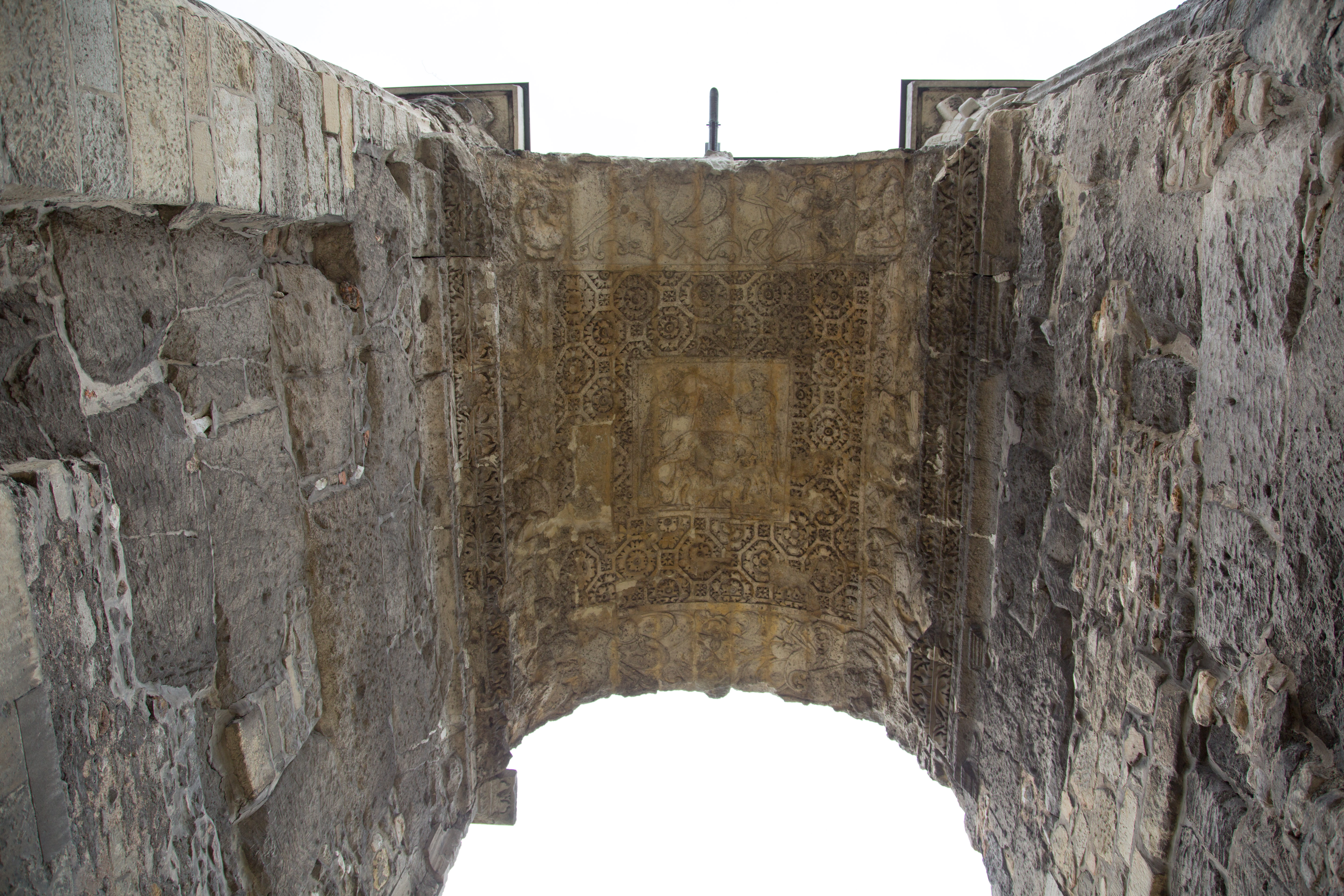
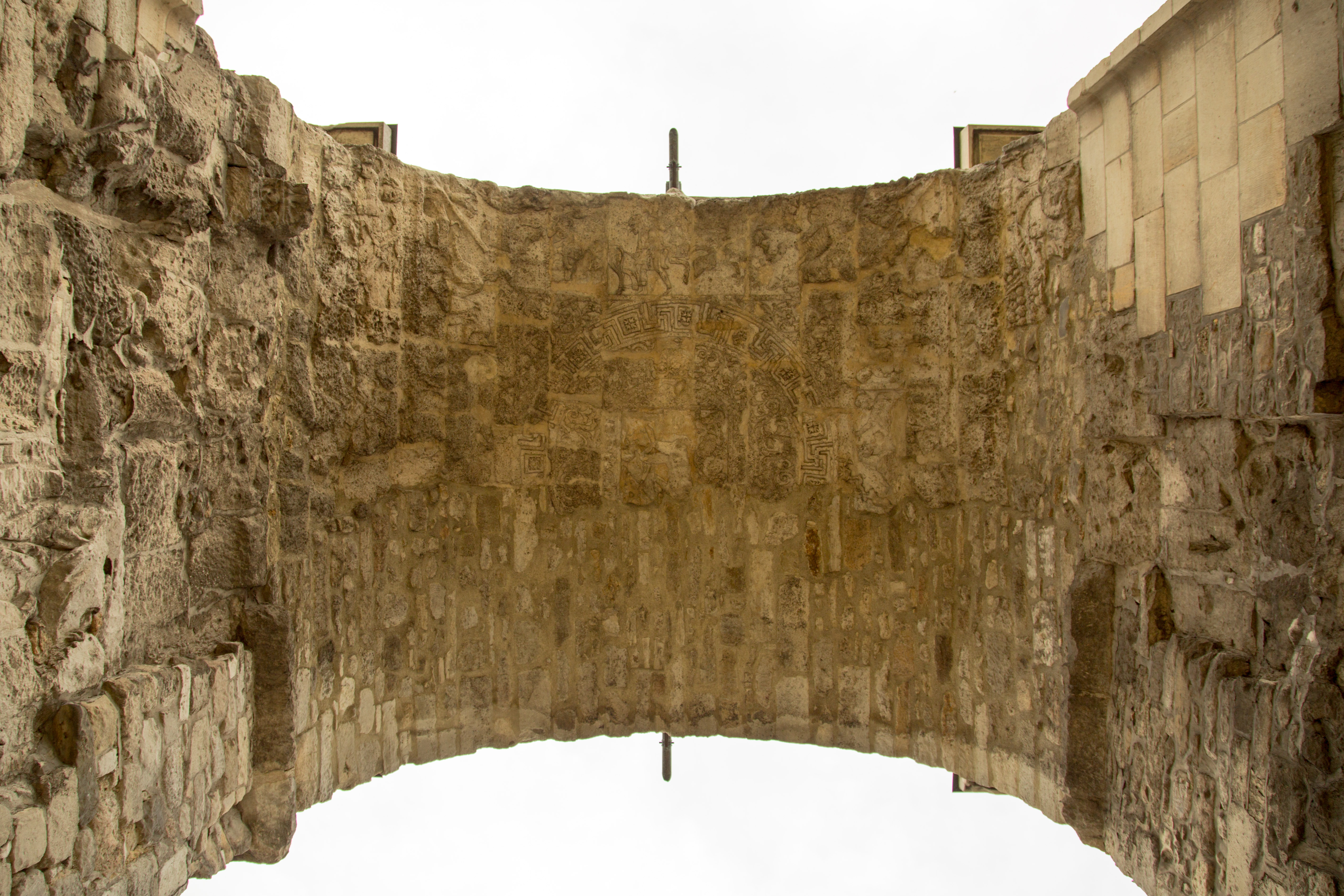
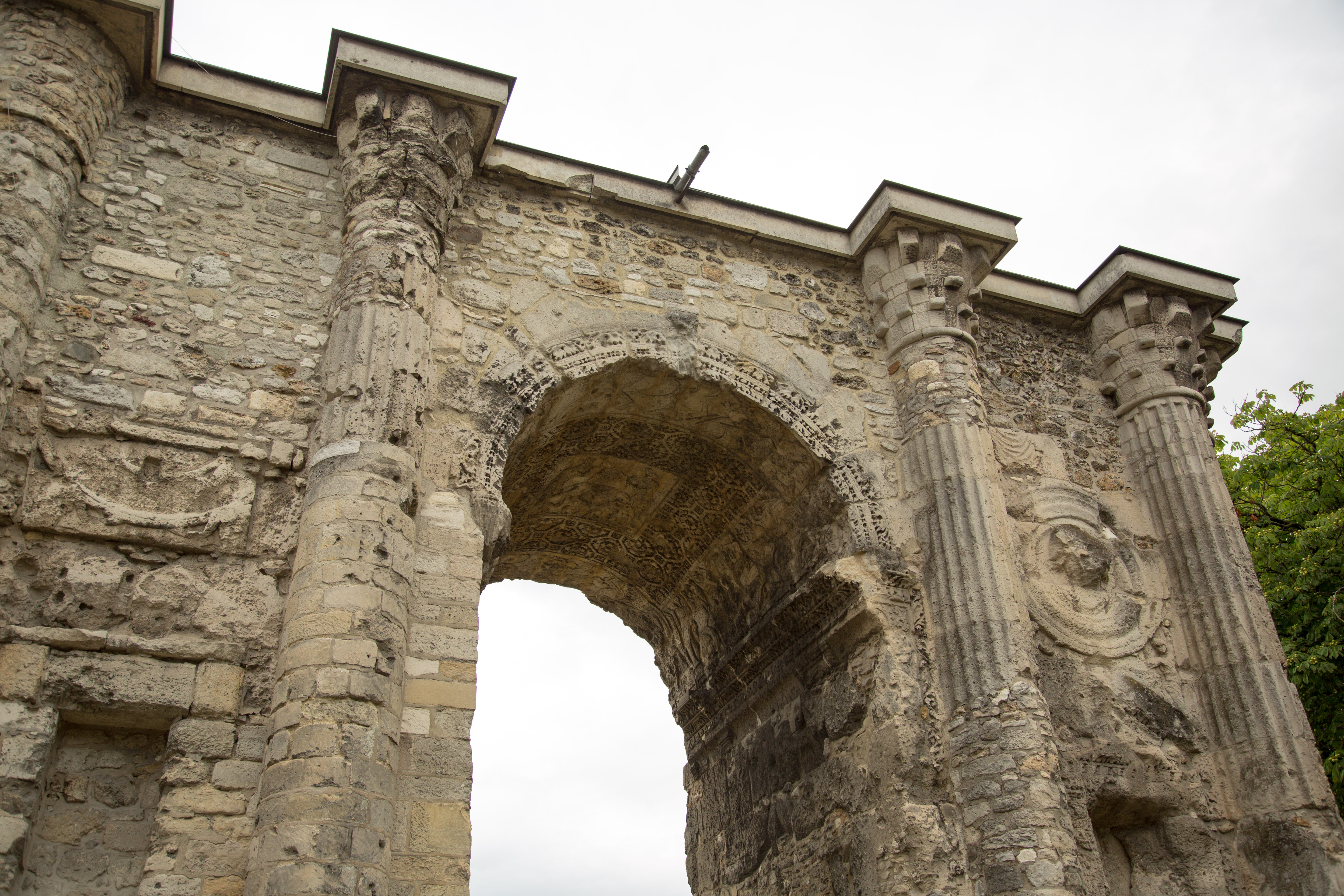
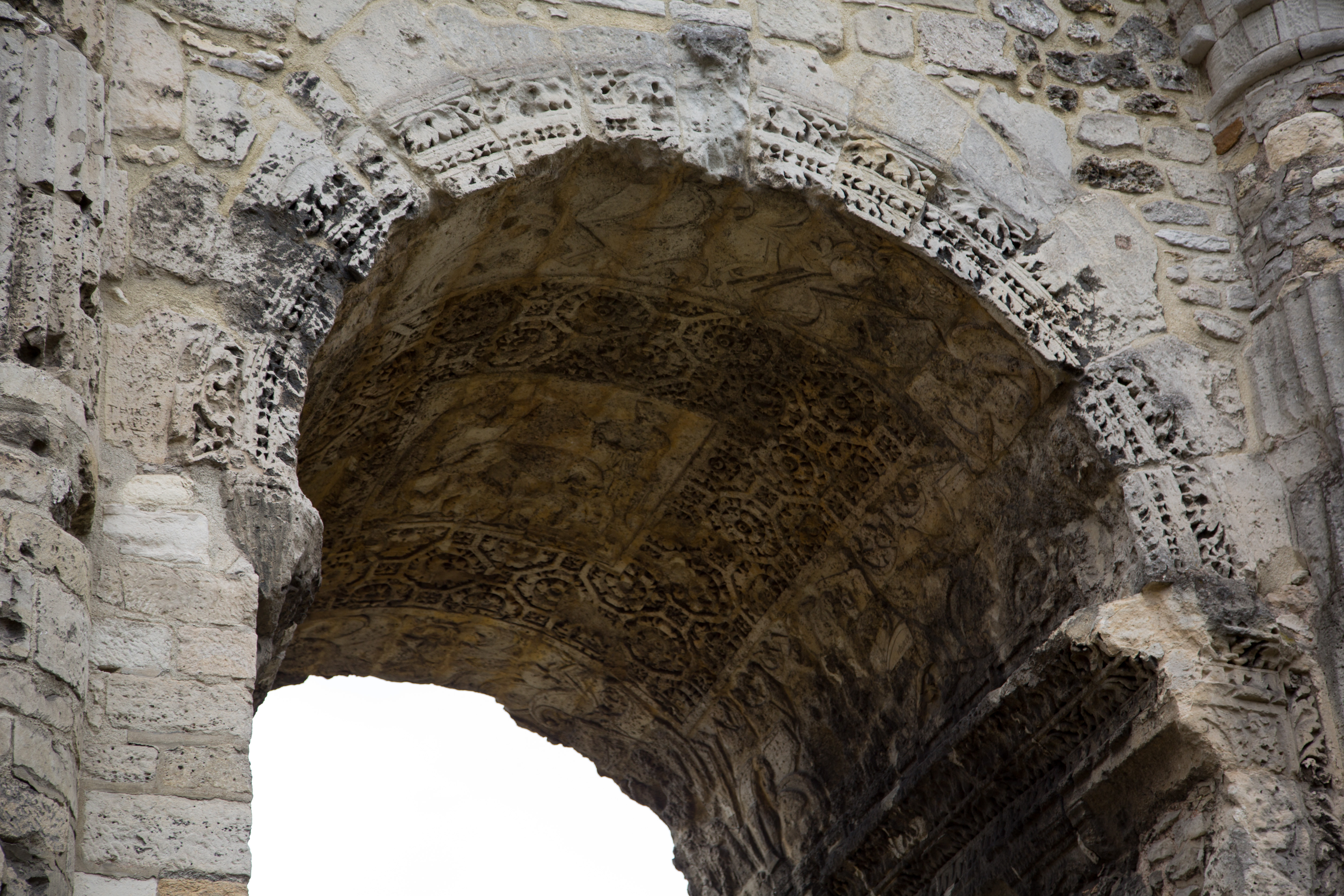
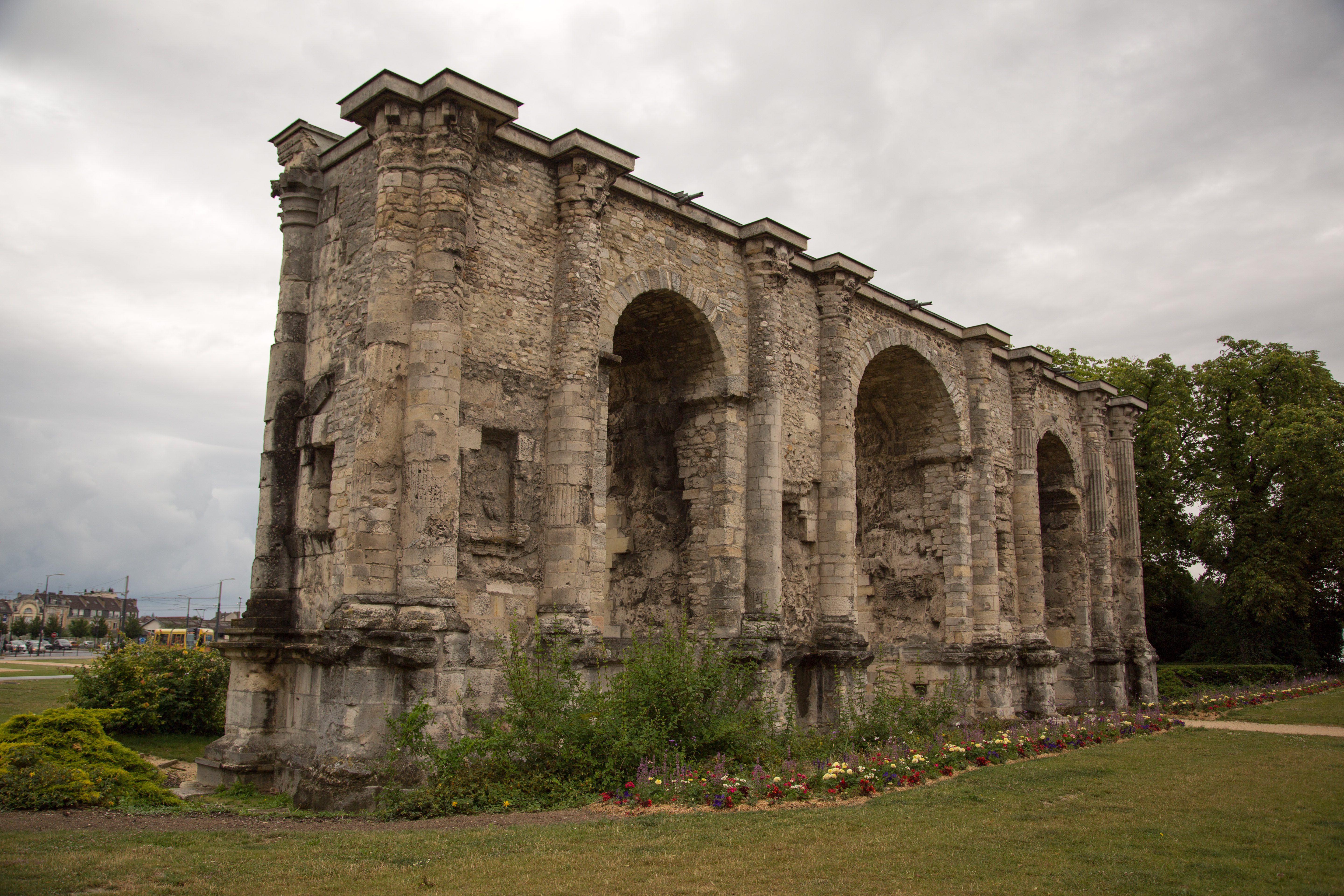
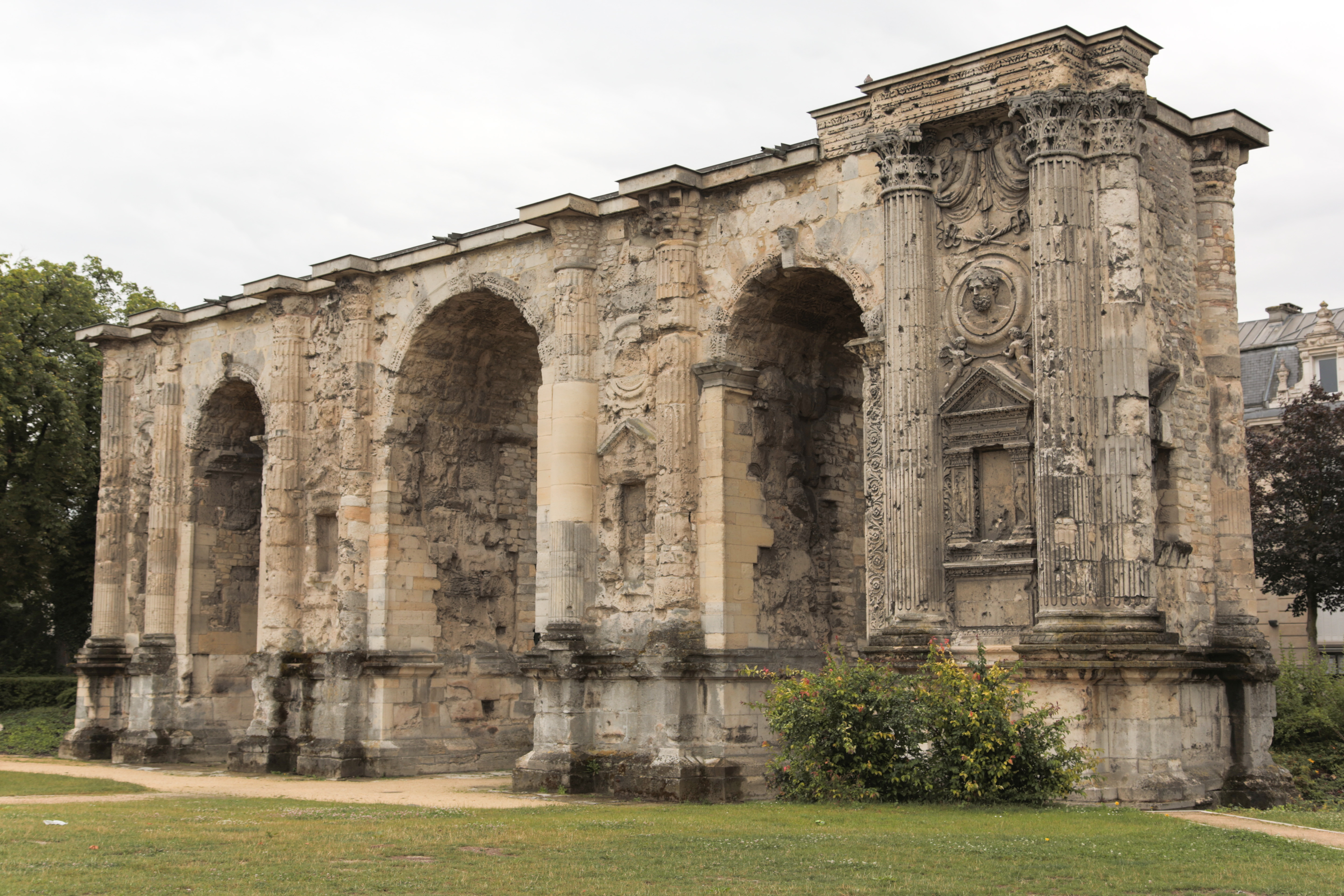